# Räumer S
Der Räumer S war ein von der Firma Krupp entwickeltes schweres Minenräumfahrzeug für die deutsche Wehrmacht, das nicht über das Prototypstadium hinaus kam und auch nicht getestet wurde.

## Hintergrund
Im September 1940 vergab das Waffenamt nach Vorgaben des Inspektorat 5 des Allgemeinen Heeresamtes (AHA) am 16. September 1940 einen Auftrag zur Entwicklung eines „Gerätes zur maschinellen Räumung von Minen auf der Straße und im Gelände auch während des Kampfes“ an die Firmen Alkett und Krupp. Das zu entwickelnde Fahrzeug sollte selbstfahrend, gepanzert und mit angehängten Walzen ausgestattet sein, welche eine Gasse von 3 m Breite räumen sollten. Die Ausmaße waren wie folgt festgelegt: nicht über 2,70 m hoch, 3 m breit, bis zu 10 m lang sein und ein Gewicht nicht über 40 t haben. Die Besatzung sollte mit einer Panzerung bei einer Entfernung von mehr als 30 m ausreichend gegen den Beschuss mit panzerbrechender Munition aus Handfeuerwaffen geschützt sein.

## Entwicklung
Die Entwicklung verlief sowohl bei Alkett als auch bei Krupp. Das Projekt "Alkett-Räumgerät" wurde, nachdem man im August 1942 den Prototyp zur Erprobung gegeben hatte, nach der Erprobung eingestellt. Der geplante Prototyp von Krupp wurde erstmals im September 1942 präsentiert. Krupp führte das Projekt weiter und man entwickelte das Fahrzeug zum Räumer S. Dieses Fahrzeug wog 130 t. Am 4. Juni 1943 wurden dem Waffenprüfamt 5 bereits die Details des Räumer S vorgestellt. Aufgrund der Bombenangriffe auf das Krupp-Werk in Essen wurde der weitere Zusammenbau des Fahrzeuges nach Hillersleben verlegt. Am 10. August 1944 wurde dort dem Wa Pruef 5 das Fahrzeug nochmals vorgeführt mit der Maßgabe, es bis September 1944 fertigzustellen. Am 20. Oktober 1944 wurde von Krupp mitgeteilt, dass das Fahrzeug aufgrund weiterer Probleme noch nicht fertig sei, es nun aber bis zum November des Jahres fertiggestellt werden würde. Tests sollten dann in Kummersdorf stattfinden.

## Technische Beschreibung
Es handelte sich um ein überdimensionales Hochradfahrzeug mit Zentralgelenk. Das hohe Eigengewicht des Fahrzeugs sollte Panzerminen zur Detonation bringen. Der einzige Prototyp bestand dabei aus zwei Hälften, die über Zapfen und hydraulische Zylinder miteinander verbunden waren. So wurde auch die Lenkung des Fahrzeuges möglich. Jede Fahrzeughälfte konnte 22° eingeschlagen werden, insgesamt also 44°. Da der Wendekreis trotzdem riesig gewesen wäre, wählte man die Option von zwei Fahrerplätzen für Vorwärts- und Rückwärtsfahrt. Das Fahrzeug war 15,63 m lang und 2,93 m hoch. Es besaß 53 cm breite Stahlräder, welche einen Durchmesser von 2,70 m hatten und mit 15 cm dicken Gummipolstern ausgestattet waren. Durch die unterschiedliche Breite der Fahrzeughälften von bis zu 3,27 m sollte eine möglichst breite Minengasse geräumt werden.
Die 2,70 hohen Stahlräder waren gut gefedert, da sie im Einsatz bei Minenexplosionen bis zu einem halben Meter hoch springen oder in bis zu 90 cm tiefe Minenkrater fallen konnten. Die Bodenfreiheit betrug zwischen 1 m und 1,40 m. Die Stärke der Panzerplatten des Aufbaus lag lediglich bei 25 mm. Das Fahrzeug wurde von zwei Maybach-Motoren des Typs HL-90-P-20-K angetrieben. Jede dieser Maschinen hatte eine Leistung von 350 PS. So sollte das Fahrzeug auf der Straße bis zu 25 km/h und im Gelände beim Minenräumen zwischen 4 und 8 km/h schnell sein. Das Fahrzeug hatte inklusive der Fahrer eine Besatzung von acht Personen, denen allen hydraulisch gefederte Sitze zur Verfügung standen.

## Geschichte
Beim Einmarsch der Amerikaner auf dem Versuchsplatz Hillersleben 1945 fanden sie den Prototyp dort vor. Es wurde untersucht und sollte zur Erprobung ins Depot 0644 der Amerikaner bei Paris gebracht werden. Das Fahrzeug wurde zum Transport in seine zwei Hälften zerlegt; danach verliert sich seine Spur. Im Beutebericht der Amerikaner wird bezweifelt, dass dieses Fahrzeug wirklich zum Räumen von Minen gedacht war, da es nur über 53 cm breite Räder verfügte, was selbst bei verschiedenen Achsbreiten von Vorder- und Hinterachse lediglich zu einer Räumbreite von 1,06 m führen würde – ganz abgesehen von dem ungeheuren Bodendruck des Fahrzeuges. Von den Amerikanern wurde vermutet, dass der Räumer S lediglich das Zugfahrzeug für ein spezielles Räumgerät sein sollte.